# Oltradige

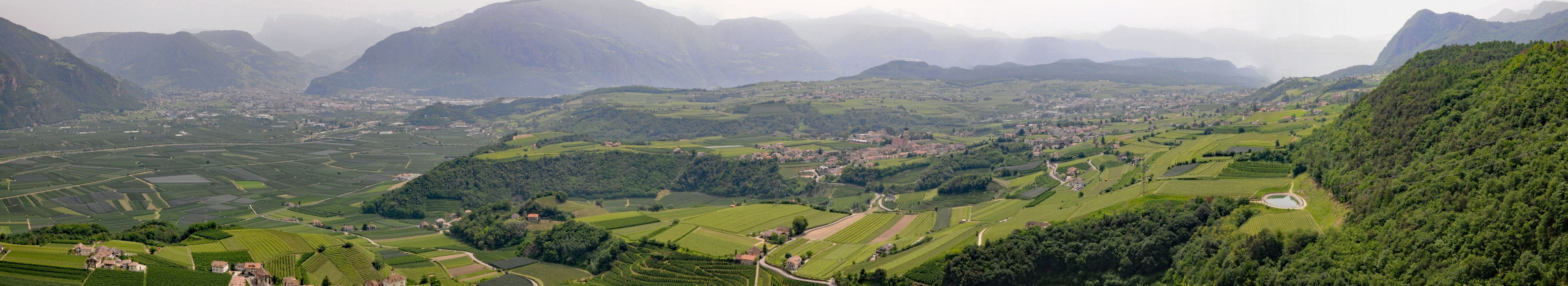
Oltradige / Überetsch.

El Oltradige (en alemán Überetsch) es un territorio del Tirol del Sur (Italia) situado al oeste del río Adigio y al suroeste de la ciudad de Bolzano. Está a 200-500 m de altitud.
El Oltradige abarca los municipios de Appiano (Eppan) y Caldaro (Kaltern) y es el área viticultora más importante del Tirol del Sur. Junto con la Bassa Atesina (Unterland), conforma el comprensorio Oltradige-Bassa Atesina.